# Adam Aamann
Adam Aamann-Christensen, född 1974, är en dansk kock och programledare i TV.

## Biografi
Aamann började arbeta som kock 16 år gammal och han har varit yrkesverksam i Danmark, Frankrike och Italien. Han öppnade sin första egna verksamhet, som serverade smörrebröd, 2006.
Aamann har tidigare varit programledare för det danska TV-programet Madmagasinet på DR1. Sedan 2024 är han programledare för Trädgårdstider i SVT1 tillsammans med Pernilla Månsson Colt, John Taylor och Malin Persson.
Det Danske Gastronomiske Akademi gav 2007 pris till Aamann för hans insatser med att främja det danska smörrebrödet.